# Bank BGŻ/Saison 2012
Dieser Artikel listet Erfolge und Fahrer des Radsportteams Bank BGŻ in der Saison 2012 auf.

## Erfolge in der UCI Europe Tour
In der Saison 2012 gelangen dem Team nachstehende Erfolge in der UCI Europe Tour.
| Datum        | Rennen                                          | Kat. | Sieger          |
| ------------ | ----------------------------------------------- | ---- | --------------- |
| 1. Mai       | Memoriał Andrzeja Trochanowskiego               | 1.2  | Tomasz Smoleń   |
| 11. Mai      | 2. Etappe Tour of Małopolska                    | 2.2  | Paweł Cieślik   |
| 9. Juni      | 5. Etappe Slowakei-Rundfahrt                    | 2.2  | Tomasz Smoleń   |
| 4.–8. Juli   | Gesamtwertung Course de la Solidarité Olympique | 2.1  | Mariusz Witecki |
| 8. September | 2. Etappe Okolo Jižních Čech                    | 2.2  | Tomasz Smoleń   |

## Platzierungen in UCI-Ranglisten
| UCI Continental Circuit | Platz |
| ----------------------- | ----- |
| UCI Europe Tour 2012    | 38    |

## Abgänge – Zugänge
| Zugänge          | Team 2011                           | Abgänge                             | Team 2012    |
| ---------------- | ----------------------------------- | ----------------------------------- | ------------ |
| Łukasz Bodnar    | CCC Polsat Polkowice                | Radosław Romanik                    | Karriereende |
| Błażej Janiaczyk | CCC Polsat Polkowice                | Artur Detko                         | Unbekannt    |
| Tomasz Smoleń    | CCC Polsat Polkowice                | Tomasz Lisowicz                     | Unbekannt    |
| Mariusz Witecki  | CCC Polsat Polkowice                | Jarosław Rębiewski                  | Unbekannt    |
| Michał Podlaski  | Aktio Group Mostostal Puławy (2010) | Patrick Schubert                    | Unbekannt    |
| Paweł Brylowski  | Neoprofi                            | Radosław Świątek                    | Unbekannt    |
| Adam Stachowiak  | Neoprofi                            | Konrad Tomaszewski                  | Unbekannt    |
|                  |                                     | Marcin Urbanowski                   | Unbekannt    |
|                  |                                     | Krzysztof Jeżowski (bis 31. Juli) 1 | Unbekannt    |

## Mannschaft
| Name              | Geburtstag       | Nationalität |
| ----------------- | ---------------- | ------------ |
| Łukasz Bodnar     | 10. Mai 1982     | Polen        |
| Paweł Brylowski   | 29. Juni 1989    | Polen        |
| Paweł Cieślik     | 12. April 1986   | Polen        |
| Konrad Czajkowski | 11. Februar 1988 | Polen        |
| Błażej Janiaczyk  | 27. Januar 1983  | Polen        |
| Michał Podlaski   | 13. Mai 1988     | Polen        |
| Tomasz Smoleń     | 3. Februar 1983  | Polen        |
| Adam Stachowiak   | 10. Juli 1989    | Polen        |
| Piotr Sztobryn    | 31. März 1989    | Polen        |
| Mariusz Witecki   | 10. Mai 1981     | Polen        |